# Love Is Lost
Love Is Lost – piosenka napisana przez Davida Bowiego, wydana jako piąty singel z jego albumu The Next Day. Główny utwór singlowy to remiks „Love Is Lost” wykonany przez Jamesa Murphy’ego z zespołu LCD Soundsystem.

## Lista utworów

### Promo CD, MP3
| 1. | „Love Is Lost” (Hello Steve Reich Mix by James Murphy for the DFA - Edit) | 4:10  |
|    |                                                                           |       |
|    |                                                                           | 04:10 |
|    |                                                                           |       |

### 12" (limited edition white vinyl)
| 1. | „Love Is Lost” (Hello Steve Reich Mix by James Murphy for the DFA - Edit) | 4:10  |
|    |                                                                           |       |
| 2. | „I’d Rather Be High” (Venetian Mix)                                       | 3:49  |
|    |                                                                           |       |
| 3. | „Love Is Lost” (Hello Steve Reich Mix by James Murphy for the DFA)        | 10:26 |
|    |                                                                           |       |
|    |                                                                           | 18:25 |
|    |                                                                           |       |

## Notowania
| Lista                    | Pozycja |
| ------------------------ | ------- |
| Lista Przebojów Trójki   | 21      |
| Lista Przebojów ArtRadia | 19      |

## Teledysk
Wideoklip premierowo Bowie pokazał 30 października podczas ceremonii wręczania nagród Mercury Prize oraz tego samego dnia opublikowano go w serwisie YouTube. Teledysk zrealizował w ciągu jednego weekendu sam Bowie przy asyście Corinne „Coco” Schwab i z pomocą fotografa Jimmy’ego Kinga. Plan zdjęciowy miał miejsce w prywatnym apartamencie artysty na Manhattanie, bohaterami są manekiny przypominające Bowiego. Koszt obrazu wyniósł 12,99 dolarów. Powstała też druga wersja wideoklipu (według Barnaby Roper), do remiksu „Love Is Lost”: Hello Steve Reich Mix by James Murphy for the DFA (trwającego 10:27), a premiera odbyła się dnia 13 listopada 2013.